# Jean-Charles Tardieu
Pour les articles homonymes, voir Tardieu.
Jean-Charles Tardieu, dit Tardieu-Cochin, né le 3 septembre 1765 à Paris où il est mort le 3 avril 1830, est un peintre d’histoire, portraitiste et paysagiste français.

## Biographie
Petit-fils et fils de graveurs, Jean-Charles Tardieu est naturellement porté à s’occuper d’art. Il habite Rouen durant un certain nombre d’années et est l’élève de son parent le Charles-Nicolas Cochin, dont il s'adjoint le nom. Son père, Jacques-Nicolas Tardieu, le fait admettre dans l’atelier de Jean-Baptiste Regnault où il profite des conseils de son maître, mais ne réussit pas à obtenir le grand prix de Rome. Le second grand prix lui est toutefois décerné en 1790. Son talent le fait néanmoins remarquer et citer avec éloges la plupart de ses productions. Trois ans plus tard il débute au Salon, sans grand succès, et prend part aux huit expositions du Louvre qui eurent lieu de 1806 à 1822, mais les excellentes relations dont il dispose l’aident et il paraît avoir été pleinement employé durant les règnes de Napoléon, Louis XVIII et Charles X. Plusieurs de ses ouvrages sont achetés pour la maison de ce dernier souverain. Il réalise un grand nombre de tableaux pour le gouvernement, conservés au Luxembourg, à Versailles, Saint-Cloud, Fontainebleau et au musée de Rouen.

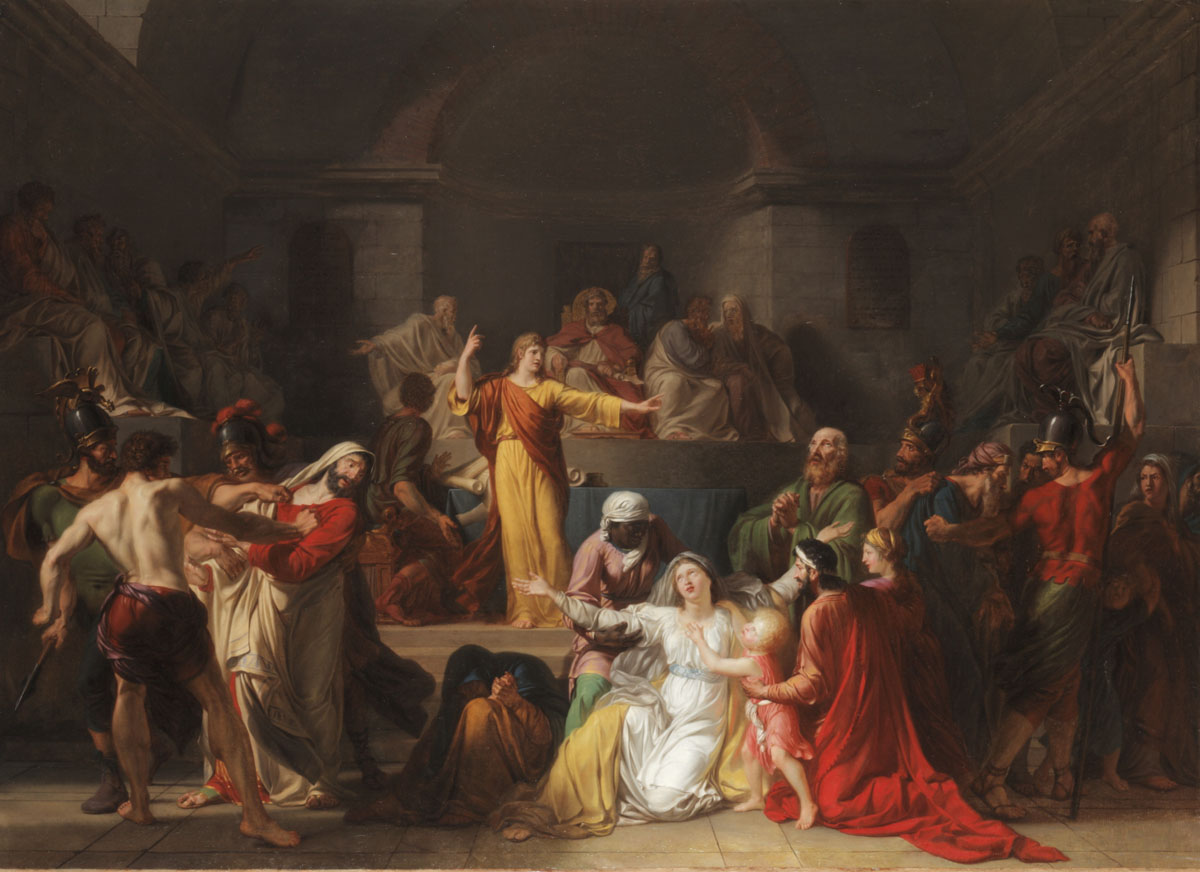
La Justification de Suzanne (1790), musée des Augustins de Toulouse

Jean-Charles Tardieu  exerce son crayon sur des sujets classiques et poétiques pour des particuliers. On lui doit également des copies de plusieurs tableaux de Philippe de Champaigne commandées par la maison du roi. Se trouvant presque toutes dans les collections publiques, ses œuvres sont conservées, entre autres, dans la cathédrale de Rouen, et dans les musées de Rouen, Besançon, Le Havre, Versailles et Marseille. Parmi celles qui ont obtenu le plus de succès, on peut citer la Halte en Égypte, Jean Bart à la cour, la Conversion du duc de Joyeuse, Frédéric-Guillaume chez le grand Frédéric, Louis XVIII à Mittau et l’Aveugle au marché des Innocents.

## Œuvres

### Œuvres conservées dans les collections publiques
France
- Versailles, musée de l'Histoire de France :
  - Napoléon reçoit la reine de Prusse à Tilsitt le 6 juillet 1807 (vers 1808)
  - Bienfaisance de Napoléon 1er envers Narocki, vieillard polonais de 117 ans qui lui est présenté (1812)[1]
  - Halte de l’armée française à Syène en Haute Egypte le 2 février 1799 (1812)
  - Le Roi Louis XVIII en exil à Mittau y couronne la rosière en 1799 (vers 1817)
  - La Clémence de Louis XII en avril 1498 (1818)
  - Clio inspirée à la vue du buste de Louis XVIII (1819)
  - Henri IV devant Paris en août 1590
  - Henri IV fait distribuer des vivres pendant le siège de Paris en août 1590
- Pau, musée national du château de Pau :
  - Halte d’Henri IV en forêt après la bataille d’Ivry (1802 ou 1807)
  - Sully aux pieds d’Henri IV (1805)
- Paris, musée du Louvre : 
  - Une scène du marché des Innocents (vers 1814)
  - Jean Bart à Versailles (vers 1817)
- Meaux, musée Bossuet : La Conversion de Henri de Joyeuse (vers 1819)
- Rouen, musée des Beaux-Arts : Allégorie sur la naissance de S.A.R. Mgr le duc de Bordeaux (1821)
- Rouen, cathédrale : La Samaritaine (vers 1822)
- Toulouse,musée des Augustins : La Justification de Suzanne (1790)
- Le Havre, musée d'Art moderne André Malraux : Suzanne au bain (vers 1819)
- Besançon, musée des Beaux-Arts : Trophenius et Agamède
- Marseille, musée des beaux-arts : Ulysse reconnu par Euryclée

### Œuvres exposées au Salon

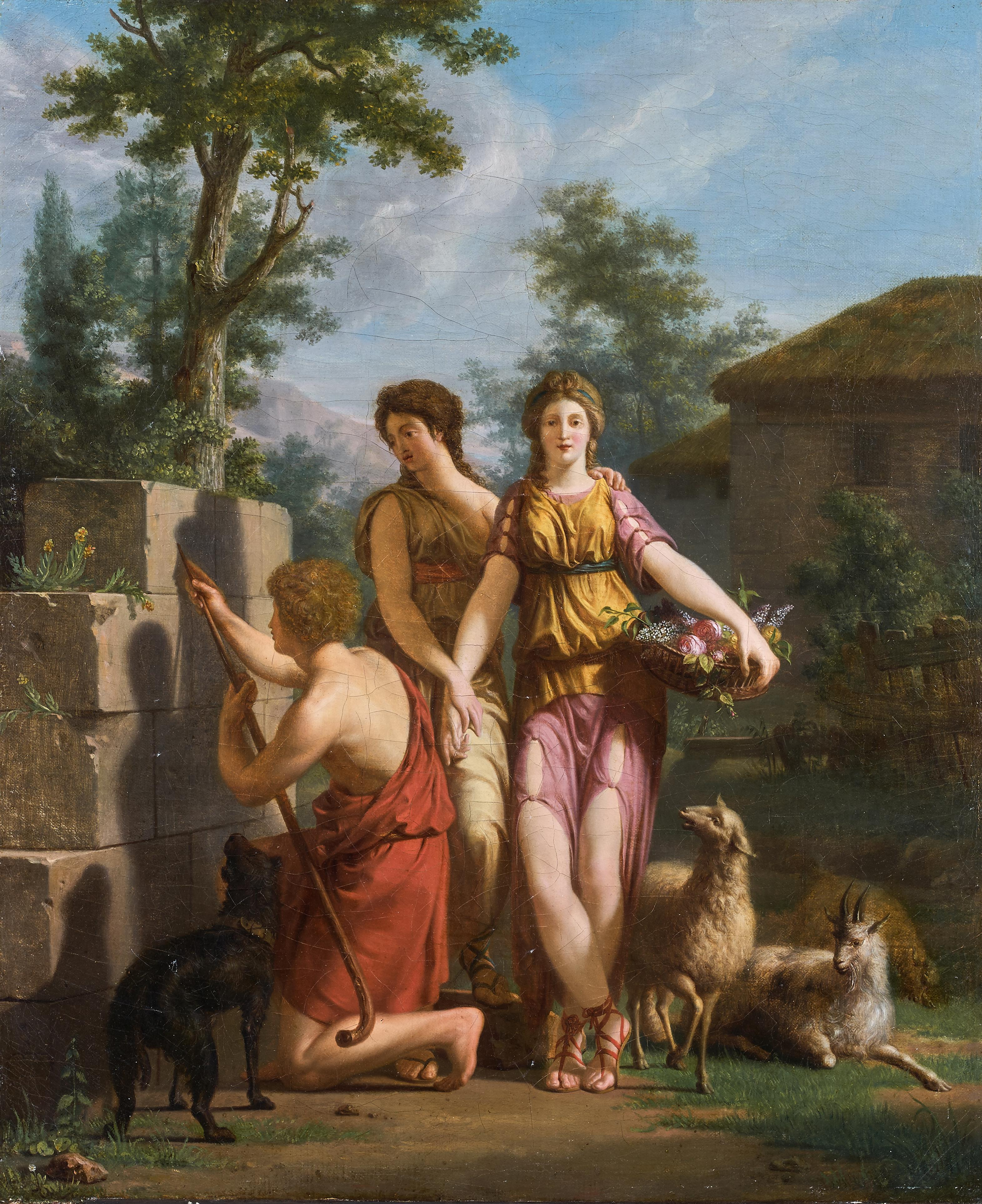
Un Berger traçant le Portrait de sa Bergère, Salon de 1793

- 1793 : Tarquin et Lucrèce (n°552) ; Joseph et Putiphar (n°553) ; Un Berger traçant le Portrait de sa Bergère (n°711)

- 1806 : La mort du Corrège (n°488)
- 1808 : S. M. l'Empereur reçoit la reine de Prusse à Tilsitt, le 6 juillet 1807 (n°568)
- 1810 :  Un officier français faisant soigner un prisonnier arabe après le siège de Benhout (n°752) ; Un jeune homme entre le Vice et la Vertu (n°753)
- 1812 : Bienfaisance de S. M. l'Empereur (n°877) ; Halte de l'armée française à Syène en Egypte (n°878) ; Plusieurs portraits, "même numéro" (n°879)
- 1814 : Frédéric Guillaume chez le Grand Frédéric (n°863) ; Une scène du marché des Innocents (n°864)
- 1817 : La Rosière de Mittaw (n°716) ; Jean Bart à Versailles (n°717) ; Cri de l'Innocence (n°718)
- 1819 : Clio (n°1058) ; Conversion du duc de Joyeuse (n°1059) ; Suzanne au bain (n°1060) ; Une famille de Centaures (n°1061)
- 1822 : Allégorie sur la naissance de S. A. R. Mgr. le duc de Bordeaux (n°1229) ; Trait de clémence de Louis XII (n°1230) ; La Samaritaine (n°1231)

## Galerie

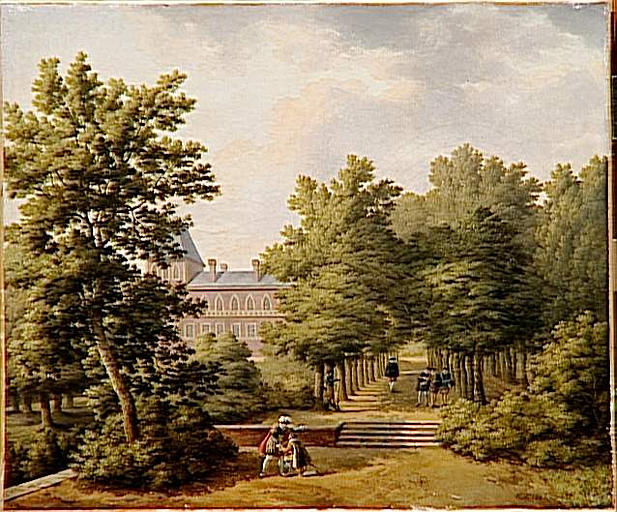
Sully aux pieds d’Henri IV (1805), Pau, musée national du château de Pau
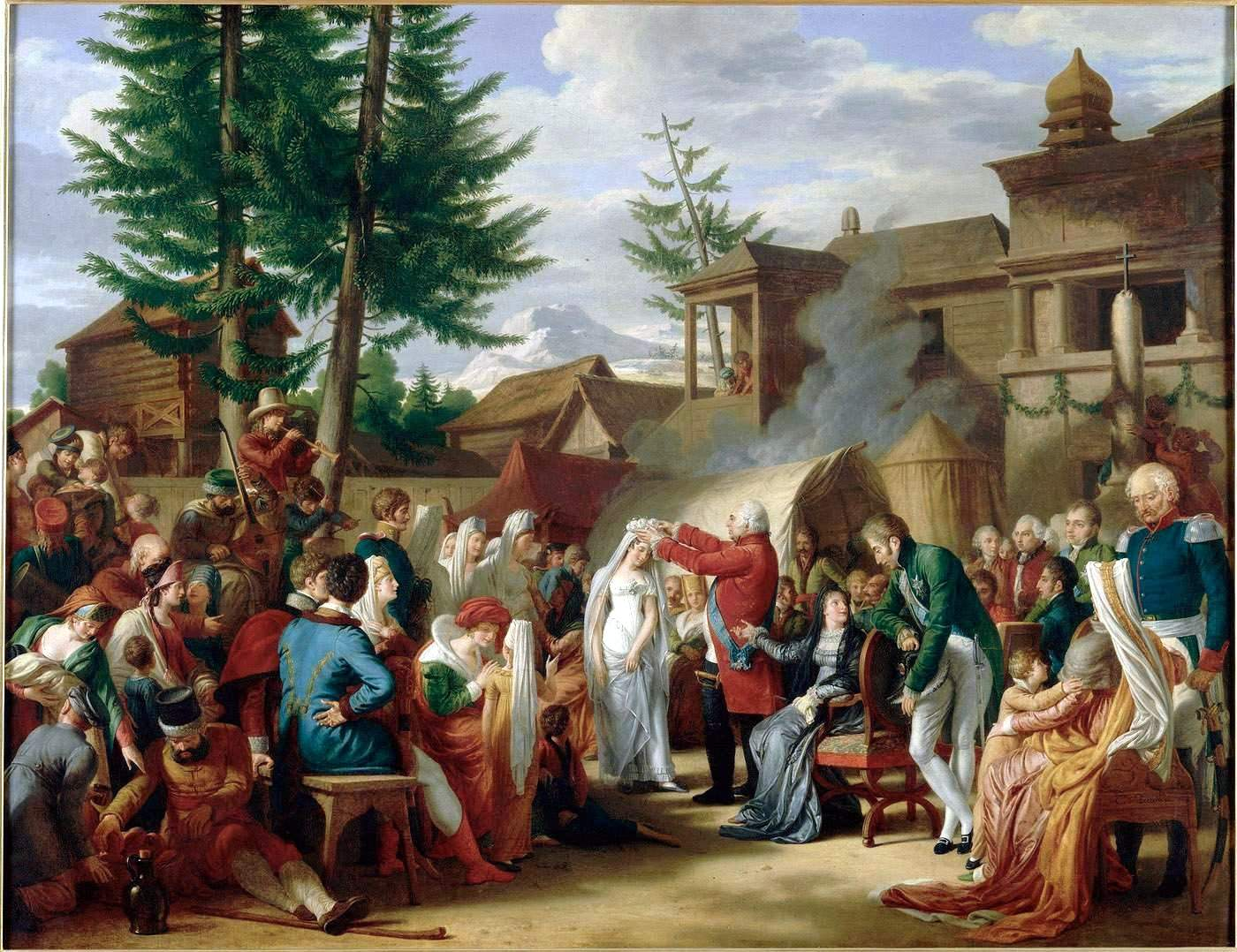
Le Roi Louis XVIII en exil à Mittau y couronne la rosière en 1799 (1817), Versailles, musée de l'Histoire de France
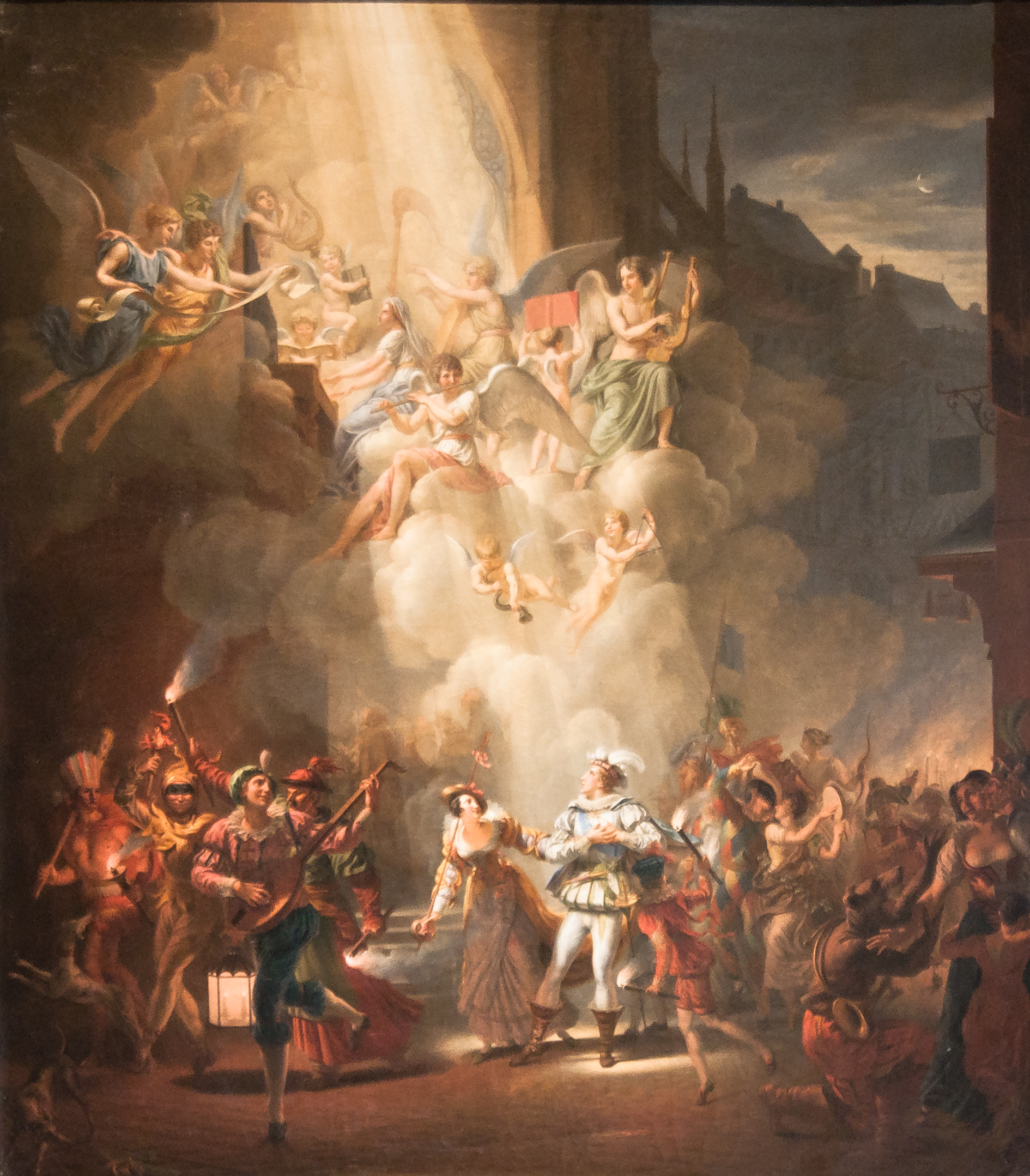
La Conversion de Henri de Joyeuse (vers 1819),Meaux, musée Bossuet
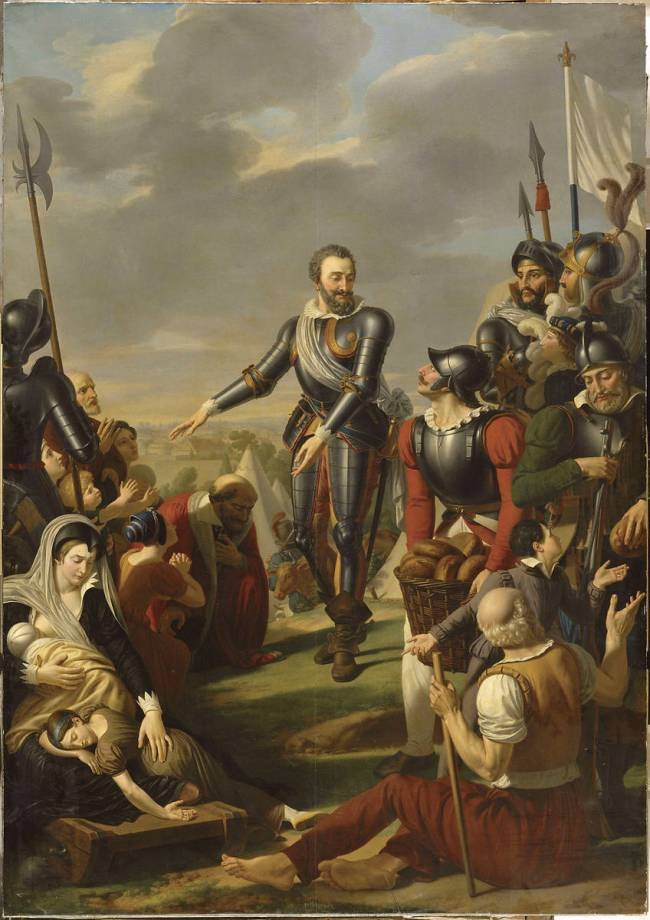
Henri IV devant Paris en août 1590, Versailles, musée de l'Histoire de France